# 堀口悠紀子
堀口悠紀子（日语：／ Horiguchi Yukiko，1983年1月28日—）是日本女性原畫師、动画师及插畫家，出身於京都府並且隸屬於京都動畫。因負責設計《幸運☆星》的角色人物而知名，現以小說插畫為主。

## 人物
- 她的父親堀口文昭为八幡市副市長、现任市長，在選舉時跨刀為其繪製漫畫形象[1]。胞弟BUNBUN則是一位知名的輕小說插畫家。
- 自短期大學畢業之後，於2003年進入京都動畫任職。她所接觸的第一份工作是電視動畫《蠟筆小新》的動畫師，直到電視動畫《犬夜叉》的第163話「琥珀珊瑚雲母 秘密的花園」才首次跨入原畫師的工作。電視動畫《幸運☆星》則是她第一次負責人物設計的作品。
- 獨特的陰影上色技巧，加上不帶稜角的流線筆觸，是她較為人熟知的個性派畫風。另外，她和插畫家胞弟BUNBUN感情甚篤，常常兩個人一同參與同人誌活動。
- 曾使用筆名、「佐佐木A」活動。亦以另一名義「白身魚」擔任小說插畫。
- 受另一動畫師赤井俊文所推崇，不但臨摹其畫風，還化名「堀口神」參與電視動畫《旋風管家》的原畫工作。

## 作品

### 電視動畫
- 蠟筆小新（1992年-／2003年）動畫
- 犬夜叉（2000年-2004年）動畫→原畫
- 驚爆危機?校園篇（2003年）動畫
- AIR TV版（2005年）原畫／OP原畫
- 驚爆危機! The Second Raid（2005年）原畫
- 涼宮春日的憂鬱（2006年）作畫監督、原畫／OP原畫
- Kanon 京都動畫版（2006年-2007年）作畫監督、原畫／OP原畫
- 幸運☆星（2007年）人物設計、總作畫監督、作畫監督、原畫／OP作畫監督、原畫、ED作畫監督
- CLANNAD（2007年）作畫監督・原畫
- CLANNAD 〜AFTER STORY〜（2008-2009年）作畫監督、原畫／ED原畫
- K-ON!（2009年）人物設計
- K-ON!!（2010年）人物設計、作畫總監督
- 日常（2011年）作画監督、原画／前期、後期OP原画
- 冰菓（2012年）作畫監督、OP原畫
- 玉子市場（2013年）人物設計
- Free!（2013年）作畫監督、原畫／OP原畫
- 境界的彼方（2013年）作畫監督／ED原畫
- 中二病也想談戀愛！戀（2014年）OP原畫
- 22/7（2020年）人物原案（泷川美羽）、人物設定
- 孤獨搖滾！（2022年）OP原畫[2]

### OVA
- 哈雷小子 FINAL（2003年-2004年）動畫
- MUNTO～穿越時空之壁（2005年）原畫
- 幸運☆星 OVA（2008年）人物設計、總作畫監督、作畫監督

### 小說插畫
- 幸運☆星 (小說) #搖晃的椅子（ゆるゆるでぃず）（原作：美水鏡，著：待田堂子；連載：comptiq；角川Sneaker文庫，2009年）封面、正文插画
- デモンズ・クレスト （著：川原砾）

### 劇場動畫
- 涼宮春日的消失（2010年）作畫監督、原畫
- 電影 K-ON!（2011年）人物設定、総作画監督、作画監督、原画
- 電影 玉子戀愛故事（2014年）人物設定
- HELLO WORLD（2019年）人物設定

### 遊戲
- K-ON!放課後LIVE!!（けいおん! 放課後ライブ!!）（2010年）包裝繪製

### 其他
- 京都動畫官方網站 新年首頁插畫 （2008年）
- 京阿尼BON（京アニBON）VOL.18 封面 （2008年）
- 京都動畫宣傳廣告「花」篇（2010年）人物設定
- 京都動畫宣傳廣告「紫阳花」（あじさい）篇（2011年）原画

## 白身魚名義

### 小說插畫
- 扉之外（2007年，土橋真二郎・電撃文庫、台灣角川代理）
- 給瑣羅亞斯德的階梯（2007年 - 2008年，土橋真二郎・電撃文庫）
- （2008年，築地俊彦・ガガガ文庫）
- 绿魔之镇（緑魔の町）（2009年，筒井康隆・角川翼文庫 版）
- 心連·情結（2010年 - 2013年，庵田定夏・法米通文庫，尖端、天聞角川代理）
- 红鬼不哭了（2011年，明坂つづり・ガガガ文庫，青文代理）
- 會飛的豬還是豬？（豚は飛んでもただの豚?）（2011年，涼木行・MF文庫J，東立代理）
- 白蝶記-怎樣才能衝破牢獄，如何讓你重拾笑容(2016-2017年，るーすぼーい，青文代理，菁英文庫)
- 女孩不會對完美戀愛怦然心動的三個理由(2017年，土橋真二郎，台灣、香港角川代理)

### 插畫
- 季刊GELATIN 2011 冬（封面、附赠壁紙，wani/）
- 女孩子笔下的女孩子（除封面，學習研究社）
- Comic百合姬（封面，2019年1月號~，一迅社）

### 電視動畫
- 奇蛋物語（2021年）作畫監督協力

### 画集
- 白身鱼自选画集 白昼之月（2020年，发行：复刊.COM、发售：德间书店，黑龙江少年儿童出版社代理出版）

## 外部連結
- （日語）個人網站「enfance」
- 白身魚（どちび）的X（前Twitter）